# Taeniopsetta radula
Taeniopsetta radula és un peix teleosti de la família dels bòtids i de l'ordre dels pleuronectiformes present a les costes de les illes Hawaii. Viu a una fondària d'entre 150 i 300 m.